# Monolene asaedai
Monolene asaedai är en fiskart som beskrevs av Clark, 1936. Monolene asaedai ingår i släktet Monolene och familjen tungevarsfiskar. IUCN kategoriserar arten globalt som otillräckligt studerad. Inga underarter finns listade i Catalogue of Life.